# لث‌بریج
لث‌بریج (به انگلیسی: Lethbridge) شهری در ایالت آلبرتا واقع در کشور کانادا است که مساحت آن ۱۲۱٫۹۷ کیلومتر مربع است و جمعیت آن در سرشماری سال ۲۰۰۶ میلادی، ۷۴٬۶۳۷ نفر بوده‌است. تراکم جمعیتی لث‌بریج، ۶۱۲ نفر در هر کیلومتر مربع است.